# كافاشي
كافاشي هو بركان غائص يتواجد في الجنوب الغربي للمحيط الهادئ قرب جزر سليمان. يعتبر كافاشي من البراكين الغائصة الأكثر نشاط في المحيط الهادئ، تؤدي نشاطاته المتكررة لظهور جزر صغيرة سرعان ما تتآكل بسبب الأمواج.

## التسمية
كافاشي، يسمى أيضا فرن كافاشي (بالإنجليزية:<<Kavachi's oven>>) أو « Rejo te Kavachi »، أطلقلت عليه هده التسمية من طرف سكان أرخبيل جورجيا الجديدة، وهي أقرب الأراضي للبركان، وتشير كلمة كاباشي إلى إله البحر بالنسبة لسكان أرخبيل جورجيا الجديدة.